# It Was Written
It Was Written is het tweede album van de Amerikaanse rapper Nas, uitgebracht op 2 juli 1996, door Columbia Records. 

## Tracklist
1. "Album Intro" - 2:24
2. "The Message" - 3:54
3. "Street Dreams" - 4:39
4. "I Gave You Power" - 3:52
5. "Watch Dem Niggas" (met Foxy Brown) - 4:04
6. "Take It in Blood" - 4:48
7. "Nas Is Coming" (met Dr. Dre) - 5:41
8. "Affirmative Action" (met The Firm) - 4:19
9. "The Set Up" (met Havoc) - 4:01
10. "Black Girl Lost" (met Joel "JoJo" Hailey) - 4:22
11. "Suspect" - 4:12
12. "Shootouts" - 3:46
13. "Live Nigga Rap" (met Mobb Deep) - 3:45
14. "If I Ruled the World (Imagine That)" (met Lauryn Hill) - 4:42
15. "Silent Murder" - 3:24